# Základní kámen sadu Družby
Základní kámen sadu Družby je památník a socha v exteriéru sadu Družby v části Zábřeh města Ostrava v Moravskoslezském kraji. Autorem díla je sochař, malíř a grafik Karel Štětkář (1918–1999).

## Galerie

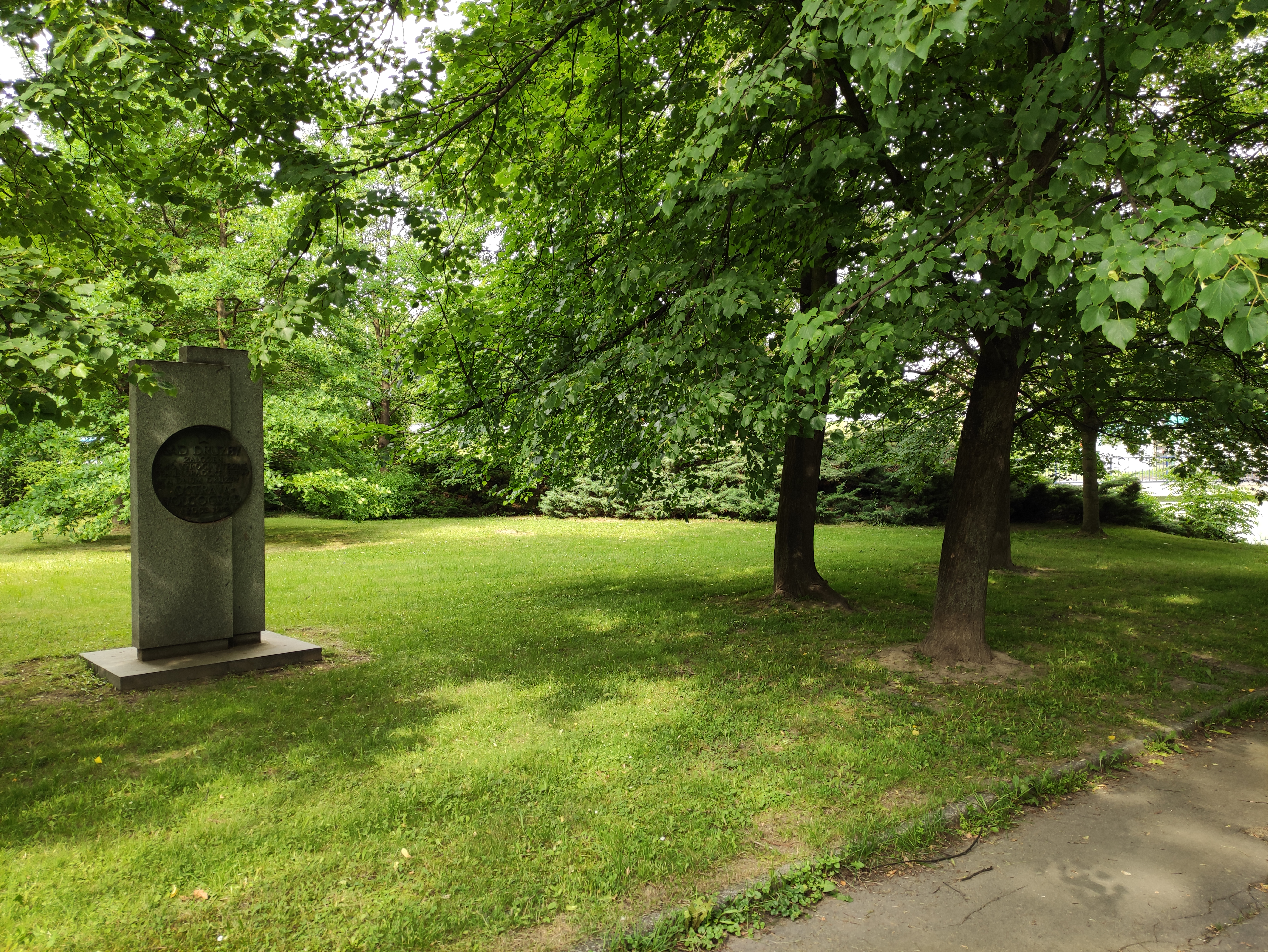
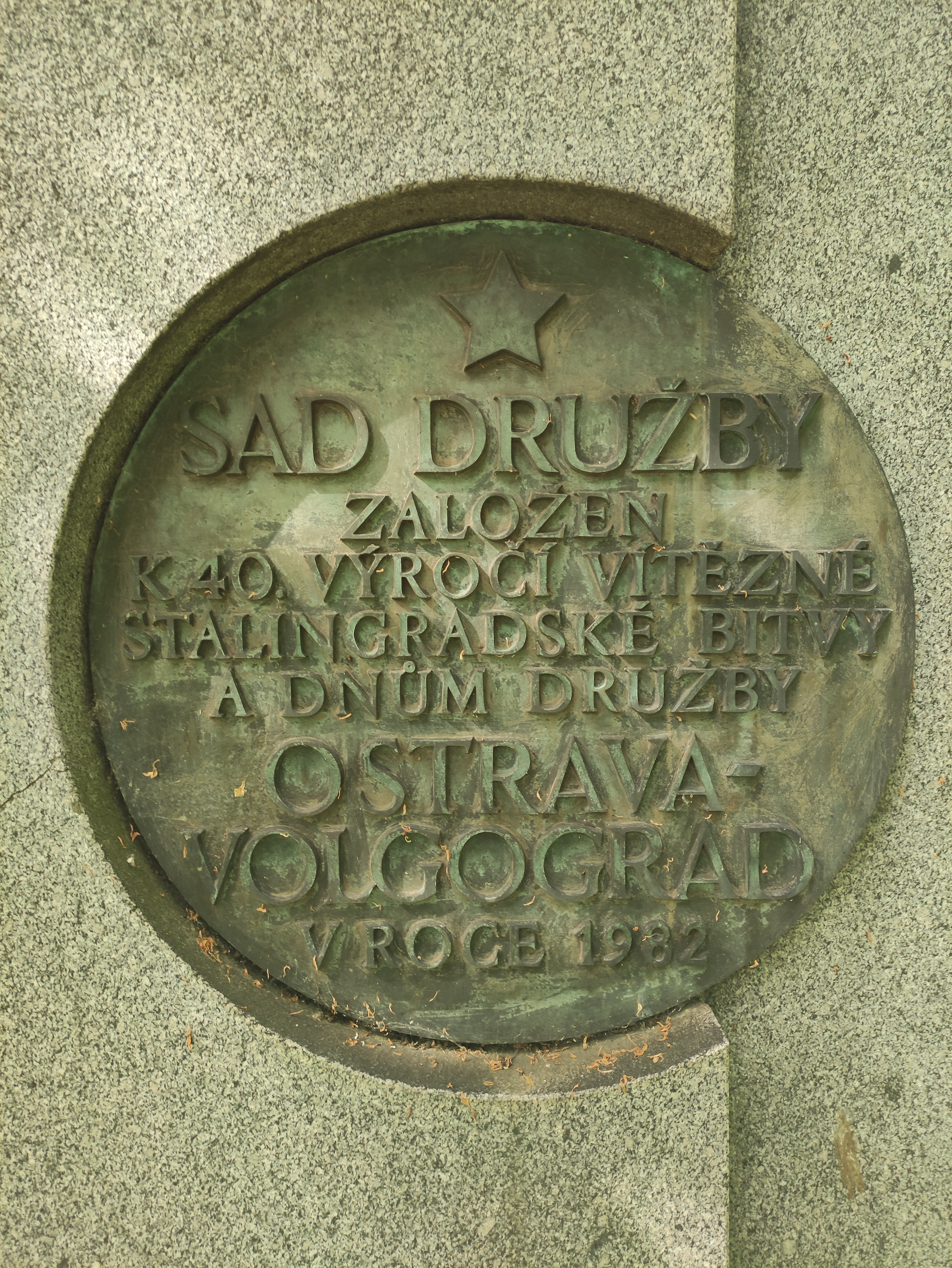

## Historie a popis díla
Základní kámen sadu Družby vznikal až po založení sadu Družby v letech 1984–1985 k výročí významné bitvy 2. světové války - bitvy u Stalingradu a dnů družby. Na nízkém soklu jsou žulové kvádry. Na stěně jednoho žulového kvádru je upevněn bronzový kruhový reliéf (pamětní deska) s nápisem:
| „ | SAD DRUŽBY ZALOŽEN K 40. VÝROČÍ VÍTĚZNÉ STALINGRADSKÉ BITVY A DNŮM DRUŽBY OSTRAVA - VOLGOGRAD V ROCE 1982 | “ |

Místo je celoročně volně přístupné.